# نورا (فیلم)
نورا فیلمی به کارگردانی  و نویسندگی محمود شولیزاده ساختهٔ سال ۱۳۸۰ است. این فیلم به جشنواره‌های بین‌المللی زیادی راه یافت.
همچنین این فیلم برای پخش به کشور چین فروخته شد.

## بازیگران
- محمد عباسی
- معصومه یوسفی
- فرهاد آئیش
- مائده طهماسبی
- گل خاتون شعبانی
- یوسف کاظمی